# Ash Mountain Entrance Sign
L'Ash Mountain Entrance Sign est un panneau de signalisation américain dans le comté de Tulare, en Californie. Situé le long de la Generals Highway, au départ de l'Indian Head River Trail, à l'entrée sud du parc national de Sequoia, il est inscrit au Registre national des lieux historiques depuis le 27 avril 1978. Fabriqué en bois de séquoia géant dans le style rustique du National Park Service, il comprend sur son côté gauche un profil d'Amérindien sculpté. 